# Kreuzworträtsel

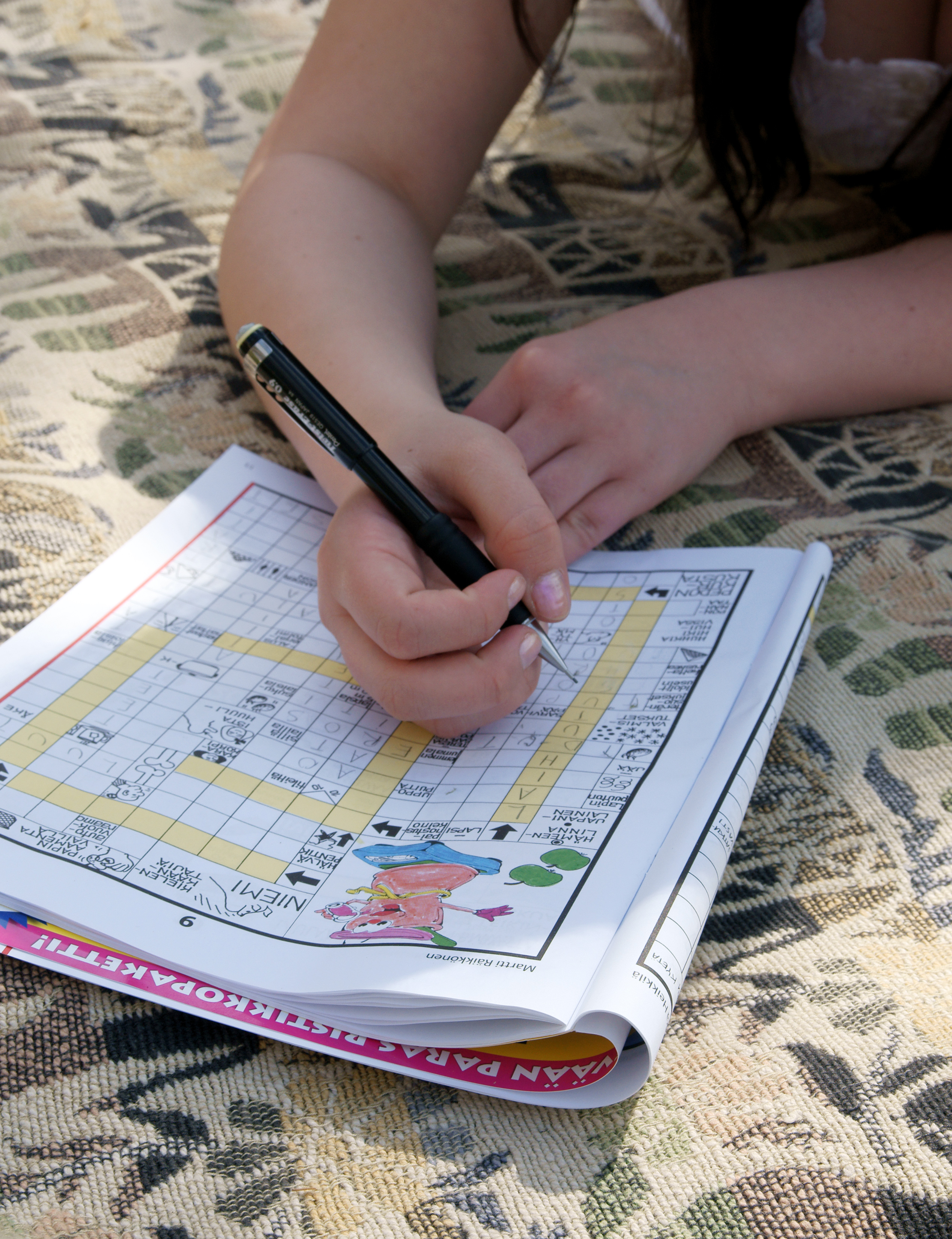
Kreuzworträtsel

Ein Kreuzworträtsel ist ein Buchstabenrätsel auf einer durch Spalten und Zeilen in Kästchen geteilten (meist rechteckigen) Fläche. Die gesuchten Wörter werden senkrecht und waagerecht in benachbarte Kästchen eingetragen, und zwar so, dass alle eingetragenen oder sich ergebenden Buchstabengruppen einen Sinn (entsprechend der Aufgabenstellung) ergeben.

## Geschichte

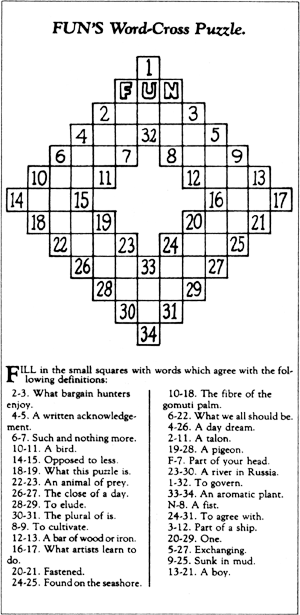
Das erste Kreuzworträtsel in der New York World vom 21. Dezember 1913

Das erste Kreuzworträtsel der Welt erschien am 21. Dezember 1913 in der Weihnachtsbeilage der Zeitung New York World und enthielt 31 Suchbegriffe. Erfunden haben soll es der aus Liverpool stammende Journalist Arthur Wynne. Grundlage soll ein Spiel seines Großvaters mit dem Namen Die magischen Quadrate gewesen sein. Das Kreuzworträtsel von Wynne enthielt keine schwarzen Felder und war rautenförmig.
Einige Jahre variierte Wynne seine Worträtsel, fügte zur Begrenzung der Worte schwarze Felder ein und ordnete die Begriffe in die bis heute üblichen symmetrischen Gitter. Seinen kommerziellen Durchbruch erhielt das Kreuzworträtsel durch die Verleger Dick Simon und Max Schuster. Simon präsentierte dem Blatt eine Idee zu dem Rätselbuch Cross Word Puzzle Book, die „World“ genehmigte das Vorhaben, da es kein Copyright gab. Das Buch wurde in der Erstauflage von 3600 Exemplaren noch mit einem beiliegenden Bleistift veröffentlicht und nach einem Jahr bereits in einer Anzahl von 400.000 Stück verkauft. Noch heute gilt Simon & Schuster als einer der größten englischsprachigen Verlage.
Anfang der 1920er Jahre gab es die ersten Kreuzworträtsel in europäischen Zeitungen und Zeitschriften. Das erste Kreuzworträtsel in einer deutschen Zeitung druckte die Berliner Illustrirte 1925. Charles Cilard stellte 1985 nach vierjähriger Vorarbeit das bislang größte Kreuzworträtsel der Welt vor. Es war 870 m lang, 30 cm breit und hatte 2.610.000 Kästchen. Ein gelöstes Kreuzworträtsel führte 1981 nach dem weltweit größten Schriftprobenvergleich zur Aufklärung des so genannten Kreuzworträtselmordes, eines der bekanntesten Kriminalfälle der DDR.

## Formen

### Einfaches Kreuzworträtsel

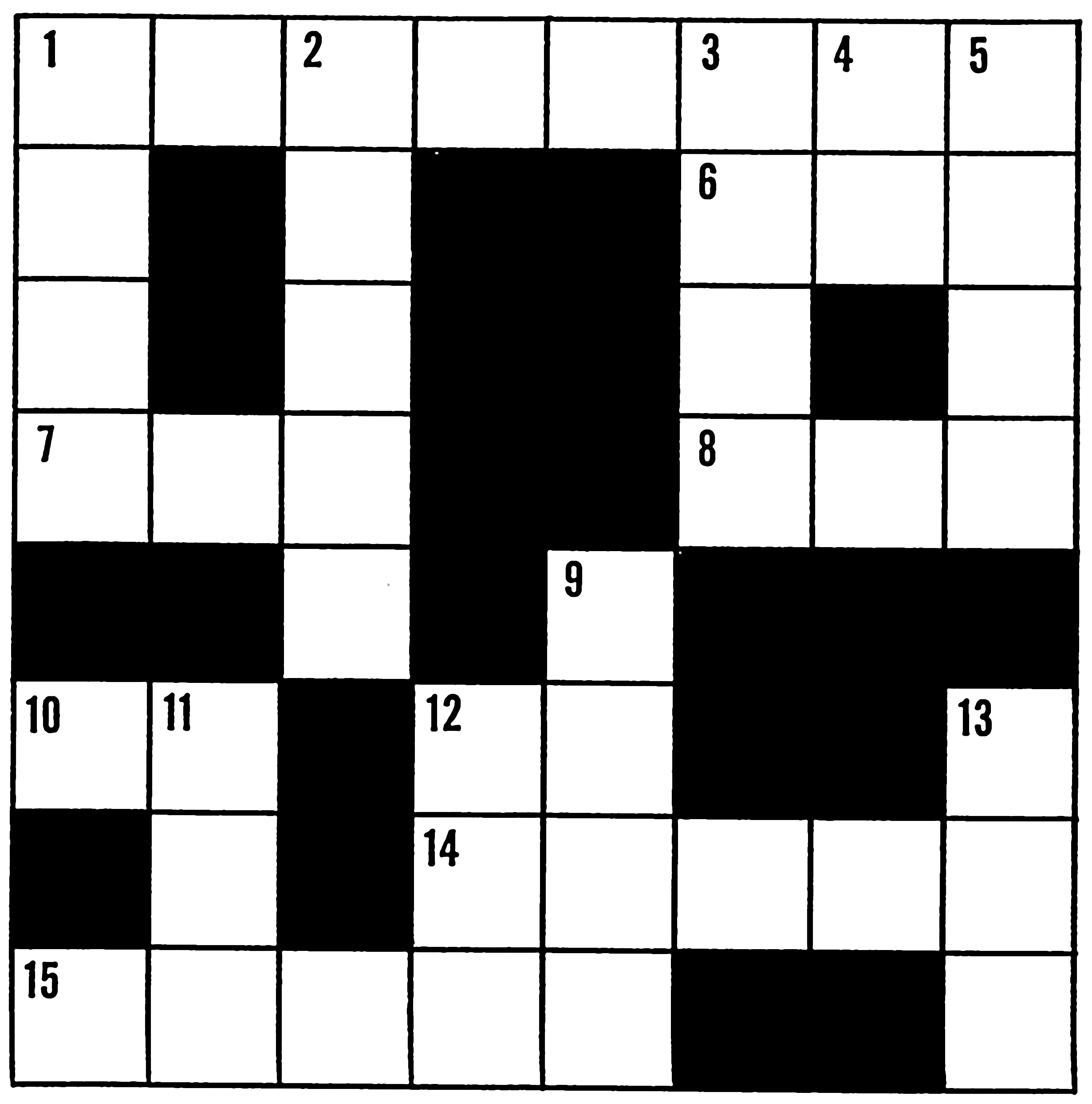
Einfaches Kreuzworträtsel mit schwarzen Feldern

Bei „gewöhnlichen“ Kreuzworträtseln, manchmal auch als Deutsches Kreuzworträtsel bezeichnet, verweist eine Zahl im Rätsel auf die zugehörige Frage, die in einer nummerierten Liste zu finden ist.
Die Nummer im Rätsel steht normalerweise im ersten Buchstabenkästchen des gesuchten Wortes. Je nach Design des Rätsels kann es dann erforderlich sein, dass die Fragenliste nach „waagrecht“ und „senkrecht“ einzutragenden Wörtern aufgeteilt ist. Bei diesem Typ des Kreuzworträtsels sind nicht unbedingt Blindkästchen notwendig; die Trennung der Wörter im Rätsel kann auch durch Trennstriche erfolgen, die den Kästchenrahmen an den Wortenden deutlich verstärken.
Im Bezug auf die Blindfächer und deren Anstellung ist das typische amerikanische Kreuzworträtsel geradezu immer in beiden Richtungen diagonal symmetrisch. Alle einzutragenden Wörter bestehen aus mindestens zwei Buchstaben, auch wenn es im Englischen einige Wörter wie „a“ und „I“ gibt, die aus einzelnen Buchstaben bestehen. Also gehört jeder einzutragende Buchstabe zu einem senkrechten sowie einem waagerechten Wort.
Alternativ kann die Nummer im Rätsel auch in einem Blindkästchen angebracht sein, das mit einem Pfeil in Richtung des gesuchten Wortes versehen ist.

### Schwedenrätsel

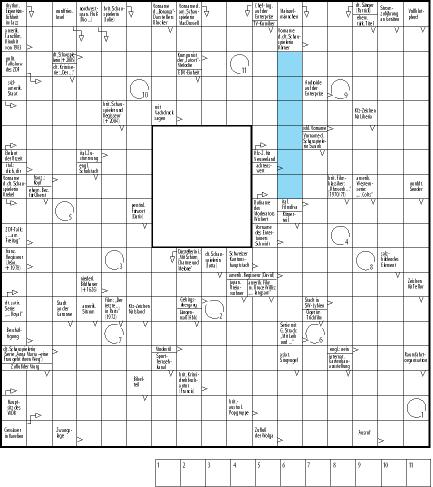
Schwedenrätsel mit eingebautem TV-Star-Namen (farbig unterlegt) und einem Lösungswort, das sich aus den Kreisfeldern ergibt

Bei einem sogenannten Schwedenrätsel steht die Frage selbst in einem Blindkästchen, das mit einem Pfeil in die Richtung des gesuchten Wortes versehen ist. Durch den geringen für die Frage zur Verfügung stehenden Platz sind Schwedenrätsel oft durch besonders kurze Fragen gekennzeichnet, die einem weitgehend standardisierten Repertoire von gesuchten Begriffen entsprechen.
Eine Variante des Schwedenrätsels ist das Schüttel-Schwedenrätsel. Hier sind statt der Fragen die Buchstaben der gesuchten Begriffe angegeben, aber in alphabetischer Reihenfolge. Durch entsprechende Kombination der waagerecht und senkrecht möglichen Buchstaben und nach dem Ausschlussverfahren können die richtigen Begriffe gefunden werden.

### „Amerikanisches“ Kreuzworträtsel
Beim Kreuzworträtsel-Typ, der in den meisten Rätselzeitschriften als „Amerikanisches Kreuzworträtsel“ (manchmal auch als „Kreuzworträtsel à la Italien“) bezeichnet wird, sind im Gitter keine Blindfelder („schwarze Kästchen“) vorgegeben. Die Definitionen werden zeilen- und spaltenweise (z. B. „Waagerecht: 1. X – Y – Z“) angeführt, wobei die Anzahl der Blindfelder für die jeweilige Zeile oder Spalte angegeben sein kann oder nicht. Neben den Lösungswörtern muss also auch die Lage der Blindfelder herausgefunden werden. Es existiert auch eine schwierigere Variante, in der die Definitionen nicht in der richtigen Reihenfolge stehen. Die Bezeichnung dieses Typs ist allerdings irreführend, da sowohl in den USA als auch in Italien die weiter oben beschriebenen einfachen Kreuzworträtsel Standard sind.

### Kreuzgitter
Das Kreuzgitter enthält im Rätselfeld keine Zahlen – der Ratende muss selber kombinieren, wo das gesuchte Wort einzutragen ist. Als Hilfestellung sind einige Buchstaben bereits eingetragen.

### Silbenrätsel
Bei dieser Art (als Kreuzworträtsel oder Kreuzgitter) werden in jedes Feld nicht einzelne Buchstaben, sondern Silben nach den sprachlichen Trennungsregeln eingesetzt.

### Zahlenrätsel

Zahlenrätsel: Gleiche Zahlen bedeuten gleiche einzutragende Buchstaben

Beim Zahlenrätsel steht in jedem Feld eine Zahl von 1 bis 26. Dabei soll herausgefunden werden, für welchen Buchstaben des Alphabets jede Zahl steht. Meist ist ein Wort als Start gegeben. Fragen gibt es bei diesem Rätseltyp nicht: Lösungsstrategien drehen sich um die Häufigkeit von Buchstaben und Buchstabenkombinationen sowie typische Wortbilder.
Eine Variante des Zahlenrätsels ist das Janusrätsel. Hier gibt es zwei Rätselfelder, wobei die Wörter im zweiten Feld in umgekehrter Schreibweise (von rechts nach links bzw. von unten nach oben) eingetragen werden müssen. Die Zahlen für jeden Buchstaben sind jedoch in beiden Rätselfeldern identisch.

### Kreuzworträtsel und Kreuzgitter zum Selbstbauen
Hier sind die Lösungswörter, alphabetisch und nach Buchstabenzahl geordnet, vorgegeben und müssen in ein vollkommen leeres Gitter eingesetzt werden, sodass sich ein vollständig ausgefülltes Kreuzworträtsel ergibt. Einige Blindfelder können schon eingetragen sein.

## Art der Fragestellungen
Erfragt werden insbesondere in Schwedenrätseln oft Synonyme sowie Wissen aus Geographie, Geschichte oder Politik. Beispiel: „russischer Fluss“ (mit zwei Buchstaben) {\displaystyle =} „Ob“. Wörter oder Namen mit besonders häufigen Buchstaben in ungewöhnlicher Kombination oder besonders kurze Wörter kommen zudem oft nur in Rätseln wirklich häufig vor („Rätselwissen“), kaum jedoch im Alltag und in den Medien. Zur Lösung der Rätsel stehen Lexika des typischen Rätselwissens als Buch oder im Internet zur Verfügung, die im Gegensatz zu anderen Lexika und Wörterbüchern auch besonders die Buchstabenzahl der Wörter vermerken oder gar nach dieser sortiert sind. Mit einer Auflage von ca. 6,9 Mio. pro Quartal liefert die monatlich erscheinende Apotheken Umschau das am weitesten verbreitete Kreuzworträtsel dieser Art von Fragestellung in Deutschland. Die mit 100 Stück pro Monat größte Anzahl solcher Rätsel liefert die vierteljährlich erscheinende Freizeit Revue.
Es gibt auch eine Reihe von Rätseln mit höherem Anspruch, deren Fragestellungen eine breitere Allgemeinbildung und geistige Flexibilität erfordern. Das populärste Rätsel dieser Art in Deutschland ist Um die Ecke gedacht, aus der Wochenzeitschrift Die Zeit, auch „Zeit-Rätsel“ genannt. Auch in der Hörzu, im Süddeutsche Zeitung Magazin, in der Frankfurter Allgemeinen Zeitung (Freitagsausgabe und FAS), im Stern und im Standard gibt es „um die Ecke gedachte“ Rätsel dieser Art.
Klassische italienische Kreuzworträtsel sind seit jeher an Sprachspielen und Querdenken orientiert. Diese Art der Definitionen benötigt meist mehr Platz, als in einem Blindkästchen zur Verfügung stünde, weshalb die Form des Schwedenrätsels (autodefiniti) mit reinen Wissensabfragen in Italien relativ spät eingeführt wurde.
Eine spezielle Form des anspruchsvollen kryptischen Kreuzworträtsels, in Anlehnung an die cryptic crosswords in den englischen Tageszeitungen wie The Times oder The Guardian, findet man in der Wochenendausgabe der taz. Eine Besonderheit liegt hier auch im Formalen: Die Lösungswörter kreuzen sich nur an wenigen Stellen, so dass maximal jeder zweite Buchstabe durch ein anderes Lösungswort gefunden werden kann. Auch die Definitionen halten sich weitgehend an Regeln, die denen der englischen Rätsel entsprechen.

## Entwurf
Traditionell wurden Kreuzworträtsel „von Hand“ entworfen, wobei zunächst ein Gitter erstellt wurde, welches dann "mit dem entsprechenden Inhalt gefüllt" wird. Gute Kreuzworträtsel haben ein hohes Verhältnis von Gesamtfelderzahl zur Blindfelderzahl (4:1 oder mehr). Dabei darf kein Teil eines Kreuzworträtsels vollständig von einem anderen Teil abgeschnitten sein (durch sich berührende Blindfelder), und alle waagerechten und senkrechten Buchstabengruppen müssen einen Sinn ergeben, auch die zweibuchstabigen (soweit diese nicht ganz vermieden werden).
Im englischen Sprachraum wird großer Wert auf Rotationssymmetrie der Blindfelder gelegt, im Deutschen ist dies nicht in diesem Maße der Fall. Bei den Freitagsrätseln in der FAZ sind die Blindfelder jedoch immer rotationssymmetrisch, und auch das Rätsel in der taz wurde bis auf sprachbedingte Ausnahmen nach diesem Prinzip gestaltet, wobei das mittlerweile eingestellte taz-Rätsel wahrhaftig und verborgen auch noch von Hand entworfen wurde.
Der Übergang von hauptsächlich handgefertigten Rätseln zu computergestützten Rätseln begann Ende der 1990er Jahre, als Computer über genügend Speicher verfügten, um Diagrammalgorithmen nutzbar zu machen (Windows 3.1). In 1993 erschien Antony Lewis’ Programm Crossword Compiler zusammen mit den dazugehörigen Wörterbuchlisten.
Heutige Kreuzworträtsel werden aus Kostengründen immer häufiger von Software erstellt. Heutige Software verstößt häufig noch gegen eines oder (meist) mehrere der oben genannten Qualitätskriterien. Einige Rätselhersteller verwenden die Software allerdings nur, um Füllwörter automatisch zu generieren, die Hauptbestandteile können bei guten Softwarevarianten manuell eingegeben bzw. editiert werden. Durch die Softwareunterstützung bieten sich auch neue Möglichkeiten: Kreuzworträtsel mit eigenem Lösungswort können in wenigen Sekunden online erzeugt werden.
Seit wenigen Jahren gibt es auch online-spielbare Kreuzworträtsel, die mit modernen Rätselthemen und ungewöhnlichen Spielfunktionen (z. B. schummeln, Infos holen) eine neue Rätselgeneration eingeläutet haben.
Zudem gibt es mittlerweile auch Onlinedatenbanken mit Lösungen zu Kreuzworträtselfragen, welche Einerseits Rätselnden helfen können, aber auch den Anspruch komplizierterer Kreuzworträtsel trivialisieren.
Neben dem als „normales Kreuzworträtsel“ bekannten Schwedenrätsel gibt es weitere Kreuzworträtselvarianten (Zahlen-Schwedenrätsel, Klassisches Kreuzworträtsel, Schüttel-Schwedenrätsel). Jede Variante erfordert einen eigenen Algorithmus zum Erstellen des Rätsels, was das automatische Generieren des Kreuzworträtsels zusätzlich erschwert. Insgesamt gibt es mehr als 30 Kreuzworträtselvarianten.
Ein Hersteller von Kreuzworträtseln, ähnlichen Wort- und Zahlenrätseln und Fehlersuchbildern erstellt mit acht Mitarbeitern in Wien-Donaustadt computerunterstützt jährlich 90 Rätselhefte mit jeweils rund 80 Seiten.

## Deutsche Kreuzworträtselmeisterschaften
Von 2010 bis 2018 richtete der Deutsche Rätselverein Logic Masters Deutschland e. V. die Deutschen Kreuzworträtselmeisterschaften aus. Die Qualifikation für die jeweilige Meisterschaften wurde über verschiedene Rätselmagazine organisiert. Dazu waren die vier Finalisten des Vorjahres und alle bisherigen Deutschen Meister automatisch qualifiziert. Am Wettkampftag wurden unter den vierzig Teilnehmern der Endrunde in drei Durchgängen die vier besten Rätsellöser ermittelt, die schließlich im Finale vor Publikum auf Zeit direkt gegeneinander antreten mussten. Der schnellste Finalist mit einer fehlerfreien Lösung wurde der jeweilige neue Deutsche Meister.
| Jahr                      | Austragungsort | 1. Platz      | 2. Platz      | 3. Platz           | 4. Platz         |
| ------------------------- | -------------- | ------------- | ------------- | ------------------ | ---------------- |
| 2010                      | Hamburg        | Rainer Kranz  | Inge Kempter  | Ulrich Worthmann   | Andreas Weber    |
| 2011                      | Köln           | Birgit Ely    | Andreas Weber | Inge Kempter       | Barbara Orth     |
| 2012                      | Berlin         | Andreas Weber | Birgit Ely    | Carola Lück-Farhat | Matthias Markus  |
| 2013                      | München        | Birgit Ely    | Rainer Kranz  | Andreas Weber      | Matthias Markus  |
| 2014                      | Frankfurt      | Andreas Weber | Birgit Ely    | Markus Heyer       | Dirk Neu         |
| 2015 und 2016 ausgefallen |                |               |               |                    |                  |
| 2017                      | Brühl bei Köln | Markus Heyer  | Birgit Ely    | Inge Kempter       | Karin Schattmann |
| 2018                      | Bonn           | Markus Heyer  | Birgit Ely    | Volker Conrad      | Karin Schattmann |